# 32549 Taricco
32549 Taricco è un asteroide della fascia principale. Scoperto nel 2001, presenta un'orbita caratterizzata da un semiasse maggiore pari a 2,5625222 UA e da un'eccentricità di 0,1604248, inclinata di 0,99627° rispetto all'eclittica.